# Ботаническая номенклатура

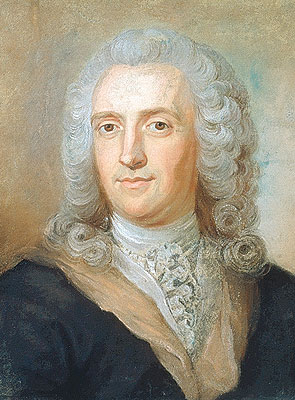
Карл Линней, основоположник современной ботанической номенклатуры. Портрет 1753 года кисти Густафа Лундберга

Ботаническая номенклатура — система именования таксонов, подпадающих под действие Международного кодекса номенклатуры водорослей, грибов и растений (МКН). МКН требует, чтобы обнародование новых названий таксонов было как эффективным, так и действительным. Исходным пунктом для названий большинства групп таксонов, подпадающих под действие МКН, является 1 мая 1753 года.
Ботаническая номенклатура независима от других биологических номенклатур, каждая из которых регулируется собственными номенклатурными кодексами.

## Исторические сведения
Некоторые элементы современной ботанической номенклатуры (например, использование биноменов в качестве названия некоторых растений) можно найти в отдельных работах средневековых учёных, однако сколько-нибудь формализованных общепринятых правил на этот счёт не существовало и соотнести растения, описанные разными авторами, нередко было невозможно. Обычно растение описывалось посредством указания рода и «дифференции» — многословного перечня признаков, по которым это растение можно отличить от других растений этого же рода. Такое описание одновременно служило и названием растения. Изредка дифференция состояла из одного слова, однако обычно в ней было от трёх до пяти слов, а иногда и больше — до двенадцати. В том случае, если было найдено новое растение, оно могло отличаться от других, уже известных растений данного рода таким образом, что их дифференции (они же названия) также требовали изменений.
Карл Линней, начиная с работы Pan Svecicus (1749), стал последовательно использовать в качестве названий двусловную комбинацию, в которой первым словом было родовое название, в качестве же второго использовались так называемые nomina trivialia (с лат. — «тривиальные / обиходные / общеупотребительные названия») — слова, которые нередко были взяты из «дифференции» и отражали один из признаков вида, но могли быть и другого происхождения. Это двусловное название (биномен) выполняло для вида растений функцию личного имени, не зависело от того, каким именно образом этот вид описывается, и стало прообразом современного бинарного видового названия, состоящего из названия рода и того, что в ботанике называется видовым эпитетом, а в зоологии — видовым названием. В Species plantarum (1753) — работе, которая охватывала все известные на тот момент виды растений, — Линней, хотя и продолжал использовать «дифференции», указал для каждого вида также и его двусловное название («эпитет» был вынесен на поля в начале каждого раздела, посвящённого отдельному виду). Хотя сам Линней считал «законными названиями» видов растений именно дифференции, к концу XIX века их значение уже сошло на нет, в то время как двусловные названия стали де факто обязательными для любой ботанической публикации.

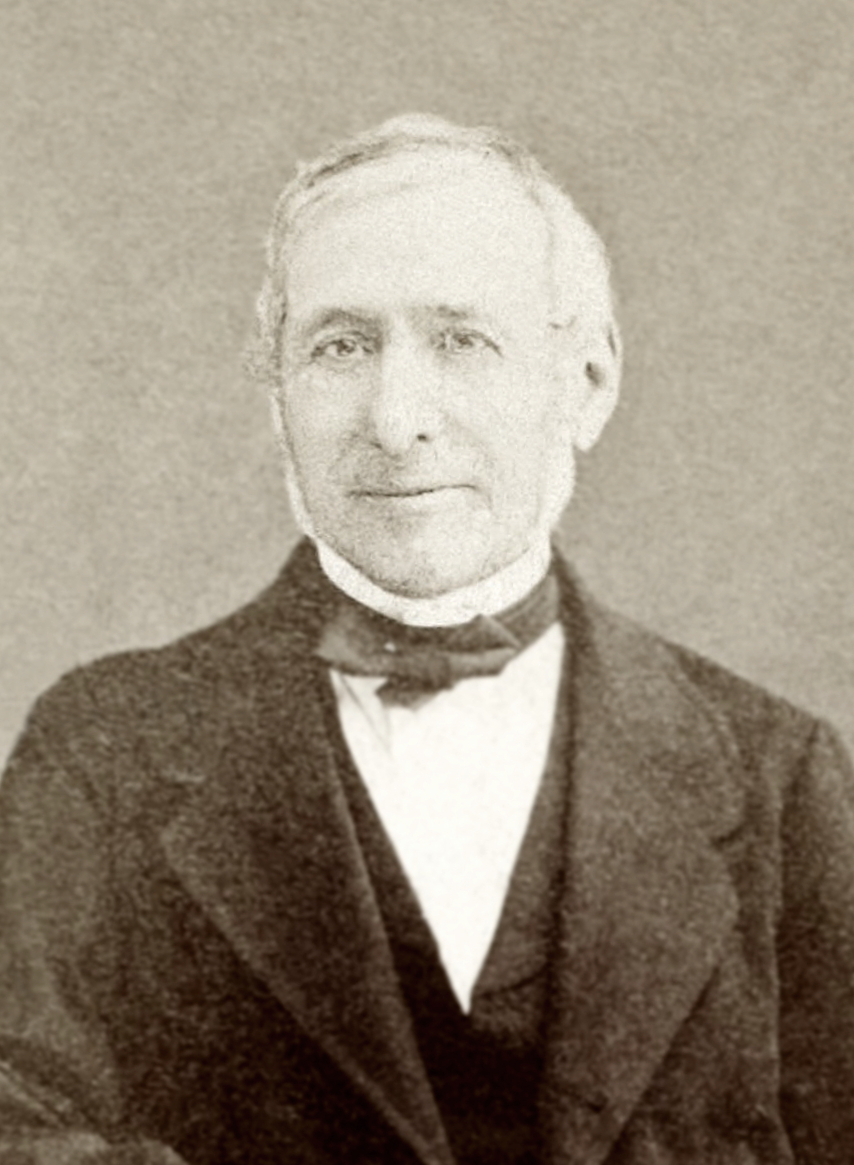
Альфонс Декандоль

Принципы современной ботанической номенклатуры (приоритет названий, однозначность названий, требование стабильности), были, однако, сформулированы не Линнеем, а только почти через сто лет после его смерти Альфонсом Декандолем. Предложенные им номенклатурные правила («Законы ботанической номенклатуры», известные также как «Правила Декандоля») были приняты в 1867 году Международным ботаническим конгрессом (прообразом современных Международных ботанических конгрессов), став первым международным документом в области ботанической номенклатуры.

## Правила ботанической номенклатуры
Современные правила ботанической номенклатуры регулируются специальным кодексом — документом, который с июля 2011 года на основании решения XVIII Международного ботанического конгресса (Мельбурн, Австралия) именуется Международным кодексом номенклатуры водорослей, грибов и растений, МКН (англ. International Code of Nomenclature of algae, fungi, and plants, ICN). Изменения в МКН может быть внесено только решением пленарной сессии Международного ботанического конгресса, принятым на основании резолюции Номенклатурной секции конгресса.

### Новые названия таксонов
Чтобы новое научное название таксона, подпадающего под действие МКН, было включено в научный оборот, требуется, чтобы это название было обнародовано (доведено до научного сообщества), при этом должен быть выполнен ряд условий, касающихся способа обнародования, самого названия, а также сведений о таксоне, включаемых в публикацию о новом названии. Кодекс требует, чтобы обнародование было как эффективным (англ. effective publishing), так и действительным (valid publishing).
Под эффективным обнародованием понимается либо распространение печатных материалов «среди широкой публики или, по крайней мере, в ботанические учреждения с доступными для ботаников библиотеками» либо, с 1 января 2021 года, распространение материалов в электронных изданиях. Характер печатных материалов, в которых возможно эффективно обнародовать новое название таксона, до конца XX века практически не регламентировался, однако позже были введены ограничения на эффективное обнародование в диссертациях и торговых каталогах, а также в выпускаемых многими ботаническими садами списках семян, предназначенных для обмена. Чтобы новое название таксона, опубликованное в электронном издании, считалось эффективно обнародованным, эта публикация должна быть осуществлена в формате PDF, распространяться только онлайн, при этом у электронного периодического издания должен иметься международный стандартный сериальный номер (ISSN), а у электронной книги — международный стандартный книжный номер (ISBN).
Под действительным обнародованием понимается такое обнародование нового названия таксона, для которого выполняются следующие условия:
- обнародование произошло не ранее исходного пункта номенклатуры➤ для названий той группы, к которой относится данный таксон[7];
- новое название сопровождается описанием (диагнозом) либо ссылкой на описание (диагноз), которое было эффективно обнародовано ранее[8];
- описание (диагноз) составлено на латинском либо английском языке — такое правило действует с 1 января 2012 года; до этой даты (начиная с 1 января 1935 года для растений, а для водорослей — с 1 января 1958 года) действовало правило, что описание должно быть только на латинском языке (для ископаемых растений правило относительно допустимости составления описания на английском языке действует с 1 января 1996 года)[8]; до 1958 года не было ограничений относительно языка описания, однако на практике, помимо латинского, за редким исключением использовались лишь три языка: английский, немецкий и французский[2];
- указан номенклатурный тип названия — правило действует с 1 января 1958 года[8].

### Исходные пункты номенклатуры

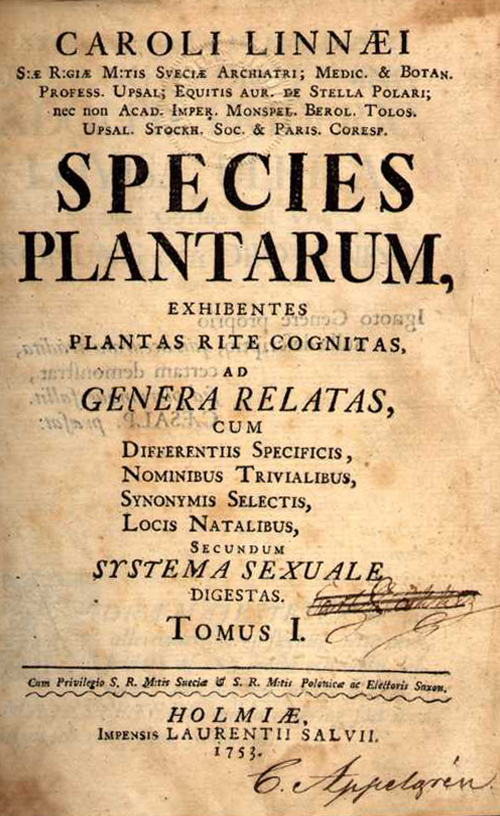
Титульный лист первого тома первого издания Species plantarum — работы Карла Линнея, условная дата издания которой (1 мая 1753 года) стала исходным пунктом номенклатуры для названий подавляющего большинства групп водорослей, грибов и растений

Действительное обнародование названий для различных групп таксонов начинается только с определённой даты, которая называется для этих названий исходным пунктом номенклатуры. Для названий подавляющего большинства групп растений, грибов и водорослей такой датой является 1 мая 1753 года — условная дата публикации обоих томов работы Карла Линнея Species plantarum («Виды растений»), вышедших соответственно в мае и августе 1753 года. При этом пятое издание работы Линнея Genera plantarum («Роды растений»), опубликованное в 1754 году, с номенклатурной точки зрения рассматривается как дополнение к первому изданию Species plantarum, и описания родов, приведённые в нём, связываются с соответствующими названиями родов в первом издании Species plantarum, при этом родовые названия в первом издании Species plantarum, согласно МКН, не подлежат изменению в том случае, если соответствующие родовые названия в пятом издании Genera plantarum имеют иное написание.
Для некоторых групп названий установлены особые исходные пункты номенклатуры:
- для надродовых названий семенных (Spermatophyta) и сосудистых споровых растений (Pteridophyta) — 4 августа 1789 года;
- для надродовых названий печёночных мхов (Hepaticae) и сфагновых мхов (Sphagnaceae) — 4 августа 1789 года;
- для названий настоящих мхов (Musci), за исключением семейства Сфагновые (Sphagnaceae), — 1 января 1801 года;
- для названий всех ископаемых растений, водорослей (за исключением десмидиевых) и грибов — 31 декабря 1820 года;
- для названий десмидиевых водорослей (Desmidiaceae) — 1 января 1848 года;
- для названий гетероцистовых ностоковых водорослей (Nostocaceae heterocysteae) — 1 января 1886 года;
- для названий гомоцистовых ностоковых водорослей (Nostocaceae homocysteae) — 1 января 1892 года;
- для названий эдогониевых водорослей (Oedogoniaceae) — 1 января 1900 года.

## Биокодекс
Разработка единого кодекса, который мог бы прийти на смену кодексам ботанической, зоологической и бактериологической номенклатуры, началась в начале 1990-х годов. Занимались этим проектом большей частью ботаники, в из числе Вернер Гройтер (Швейцария). Третья версия этого документа была опубликована в 1996 году под названием Draft BioCode: the prospective international rules for the scientific names of organisms, а в 1997 году переведена на русский язык («Проект биокодекса: будущие международные правила для научных названий организмов»). Проект активно обсуждался, но достаточной поддержки не получил. В 2011 году был опубликован новый вариант биокодекса, однако вопросы практического его применения пока остаются открытыми.

## Комментарии
1. ↑  Документ, регулирующий правила ботанической номенклатуры, до июля 2011 года назывался Международным кодексом ботанической номенклатуры, МКБН (International Code for Botanical Nomenclature, ICBN)[4], а до 1950 года — Международными правилами ботанической номенклатуры (International rules for Botanical Nomenclature).
2. ↑  По аналогии с пятым изданием Genera plantarum описания родов, приведённые в шестом издании этой работы (1764), связываются с соответствующими названиями родов во втором издании Species plantarum (1762—1763)[11].